# Königsteiner Straße (Frankfurt am Main)
Die Königsteiner Straße ist eine Hauptstraße im westlichen Vorortbereich von Frankfurt am Main. Die knapp zehn Kilometer lange Straße verläuft fast völlig geradlinig von Frankfurt-Höchst nach Königstein im Taunus und durchquert dabei Frankfurt-Unterliederbach, Sulzbach (Taunus), Bad Soden am Taunus und den Bad Sodener Stadtteil Neuenhain, bis sie am Fuße des Hardtbergs an der Stadtgrenze zu Königstein Richtung und Namen ändert.
Der südlichste Abschnitt der Straße ist als Fußgängerzone Kern der „Einkaufsstadt Höchst“, des wichtigsten Subzentrums im Frankfurter Westen. Auch der Abschnitt in Bad Soden hat als kleine Einkaufsstraße Zentrumsfunktion.
Die Königsteiner Straße wird in Höchst auch als „Kö“ bezeichnet, in (leicht ironischer) Anspielung auf die bekannte Düsseldorfer Königsallee.

## Vorgeschichte

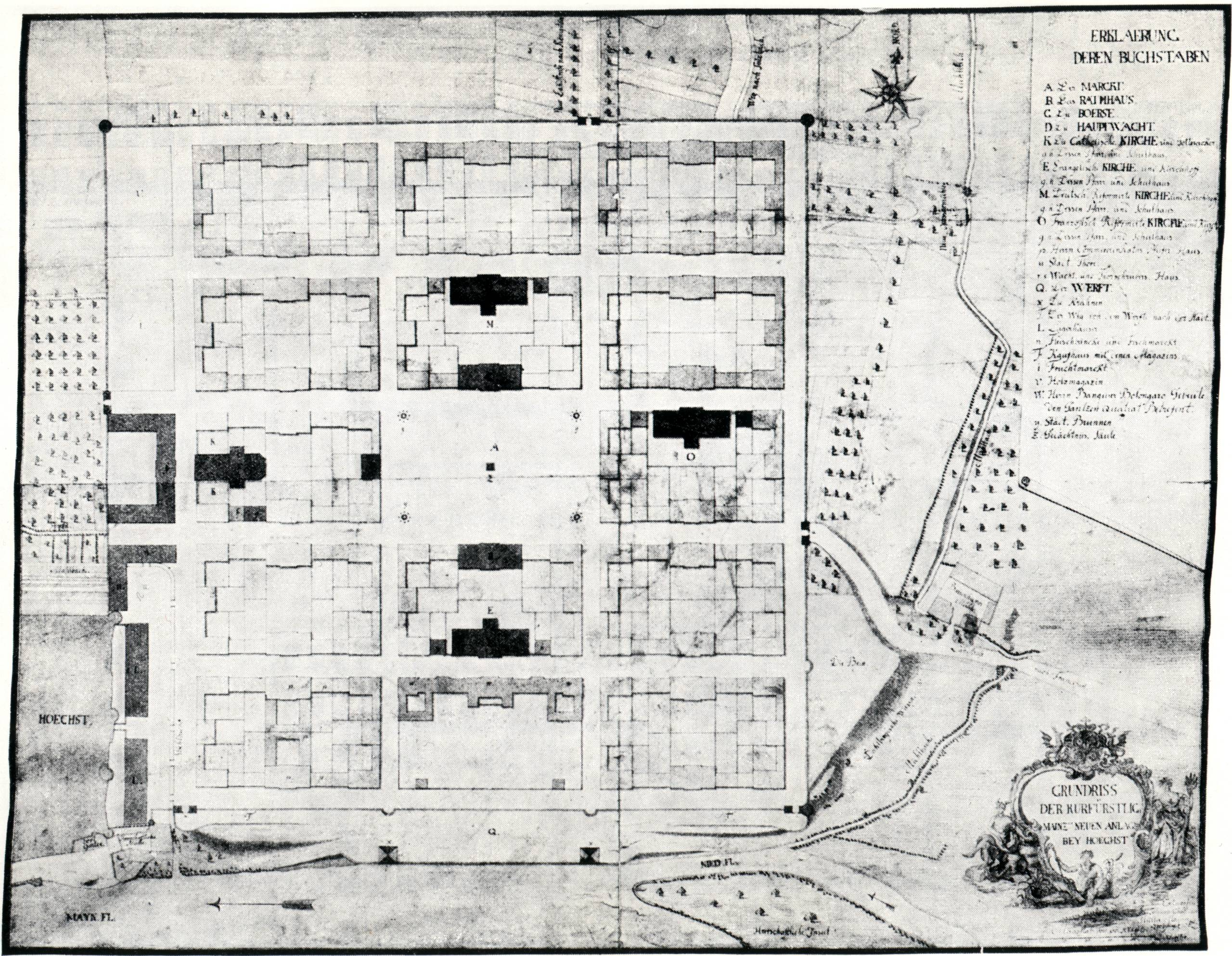
Projekt der Höchster Neustadt, 1768. Die heutige Königsteiner Straße ist die linke der senkrecht dargestellten Straßen. Am linken Bildrand unten die Altstadt.

Der heute als Fußgängerzone ausgewiesene Abschnitt in der Höchster Innenstadt ist der älteste Teil der Straße. Er entstand als westliche Begrenzung der 1768 von Kurfürst Emmerich Josef gegründeten barocken Höchster Neustadt, die bis auf einige wenige Straßenzüge ungebaut blieb. Die Neustadt wurde vor dem östlichen Stadttor (Obertor oder Frankfurter Tor) angelegt, die heutige Königsteiner Straße bildete damit den Übergang zwischen Alt- und Neustadt.
Der übrige Teil der Straße wurde 1814–1820 vom nassauischen Staat als Chaussee gebaut. Das zuvor kurmainzische Gebiet westlich von Frankfurt wurde durch das gesamte 18. Jahrhundert hindurch von französischen Truppen mit Krieg und Besatzung überzogen, was die wirtschaftliche Entwicklung der Region erheblich behinderte. Vor allem Höchst am Main, wo aller Verkehr zwischen Frankfurt und Mainz kontrolliert werden konnte, sowie die Festung Königstein an der Handelsstraße von Frankfurt nach Köln dienten immer wieder als Truppenquartier.
Die Region wurde 1802 nassauisch. Nach dem Ende der Befreiungskriege und der französischen Besatzung (4. November 1813) begannen die neuen Landesherren mit administrativen Reformen und der Erneuerung der Infrastruktur. Höchst und Königstein wurden Verwaltungssitze nassauischer Ämter. Die beginnende Industrialisierung erforderte außerdem das Überwinden der teilweise aus dem Mittelalter überkommenen wirtschaftlichen, baulichen und verkehrlichen Strukturen. 1816 wurde in Höchst die landseitige Stadtmauer (die Befestigung zum Main hin ist bis heute erhalten) sowie zwei der drei Stadttore abgerissen, 1818 die Zünfte aufgehoben.
In diesem Zusammenhang ist der Ausbau des Straßennetzes zu sehen. Höchst, das bisher vor allem vom Ost-West-Verkehr zwischen Frankfurt und Mainz (auf dem Main sowie der durch die Stadt führenden Handelsstraße) lebte, wurde durch die Schaffung einer modernen Süd-Nord-Verbindung zwischen Main und Taunus zu einem regionalen Verkehrsknoten. Bereits das Kurfürstentum Mainz hatte 1776–88 Verhandlungen mit den Nachbarn geführt, um die Umleitung der bisher über Rödelheim nach Königstein führenden Kölner Fernstraße nach Höchst zu erreichen.

## Die Chaussee nach Königstein

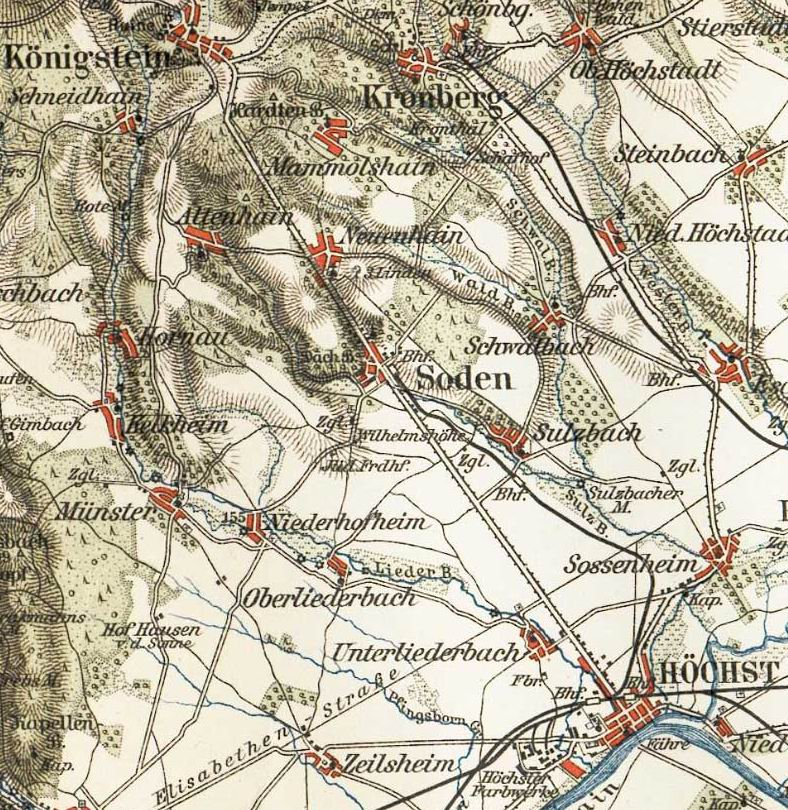
Die Königsteiner Straße, 1893

Die Chaussee wurde nach französischem Vorbild völlig geradlinig angelegt. Die hügelige Landschaft des Vordertaunus ist für eine solche Streckenführung eigentlich ungeeignet: zwischen Anfangs- und Endpunkt liegt ein Höhenunterschied von rund 250 Metern; tatsächlich werden bei einer vollständigen Befahrung noch weitere Steigungen überwunden, weil der Stadtkern von Bad Soden in einer Senke liegt. Zwischen Sulzbach und Soden führt die Straße deshalb, obwohl man sich auf den Taunus zubewegt, zunächst steil bergab, bevor es zwischen Soden und Neuenhain wieder steil bergauf geht. Eine der Landschaftsform angepasste Streckenführung hätte solche großen Steigungen vermieden, die Königsteiner Straße blieb deshalb die einzige Straße im Vordertaunus, die auf solch großer Distanz geradlinig verläuft. Die einzige Ausnahme bildete die auf rund 25 Kilometer geradlinig verlaufende Elisabethenstraße, eine Römerstraße von Mainz über das Kastell Hofheim in die um 260 aufgegebene Stadt Nida (heute: Frankfurt-Heddernheim). Die Elisabethenstraße verlief allerdings parallel zum Main und wies ein deutlich flacheres Höhenprofil auf. Die neue Chaussee kreuzte die uralte Römerstraße in nahezu rechtem Winkel etwas nördlich von Unterliederbach (vgl. Karte).
Die Benutzung der Chaussee war gebührenpflichtig, entlang der Strecke befanden sich Zahlstellen, an denen Reisende das Chausseegeld zu entrichten hatten.
Im Sommer 1827 erlebte die Königsteiner Chaussee ein bizarres Schauspiel: die Bootsfahrt nach Königstein. Ein auf Räder gesetztes kleines Mainschiff mit zahlreichen Passagieren fuhr, von vier Pferden gezogen, in den Taunus. Die Veranstaltung war ein Fastnachtsscherz des Frankfurter Gastwirts Friedrich Christian Stoltze, Wirt des traditionsreichen Gasthofs zum Rebstock in der Frankfurter Altstadt und Vater des später als Journalist und Mundartdichter bekannt gewordenen Friedrich Stoltze. Dieser nahm als Elfjähriger an der Bootsfahrt teil und verarbeitete sie später in seiner Mundarterzählung Der Schiffbruch des Raddampfers Freie Stadt Frankfurt im Jahre 1827. In den 1820er Jahren galt die Binnenschifffahrt als Schlüssel zur Förderung der jungen Industrien. Die 1825 in Mainz gegründete Dampfschiffahrtsgesellschaft von Rhein und Main ließ 1827 den Raddampfer Stadt Frankfurt als erstes für den Main geeignetes Dampfschiff erbauen; dies mag eventuell als Hintergrund der Idee gedient haben.

## Kurpark und Einkaufsstraße

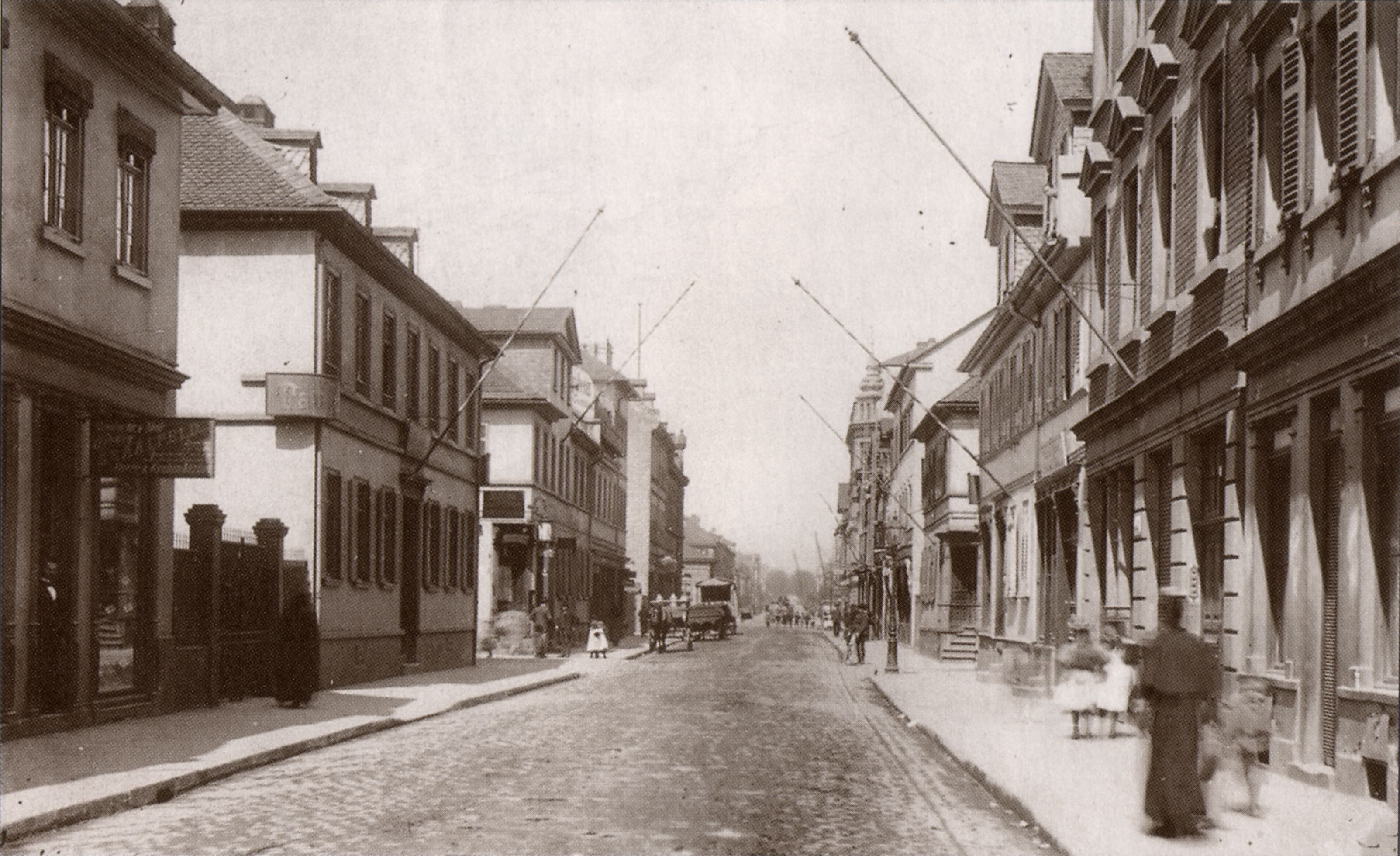
Die Königsteiner Straße in Höchst, um 1900

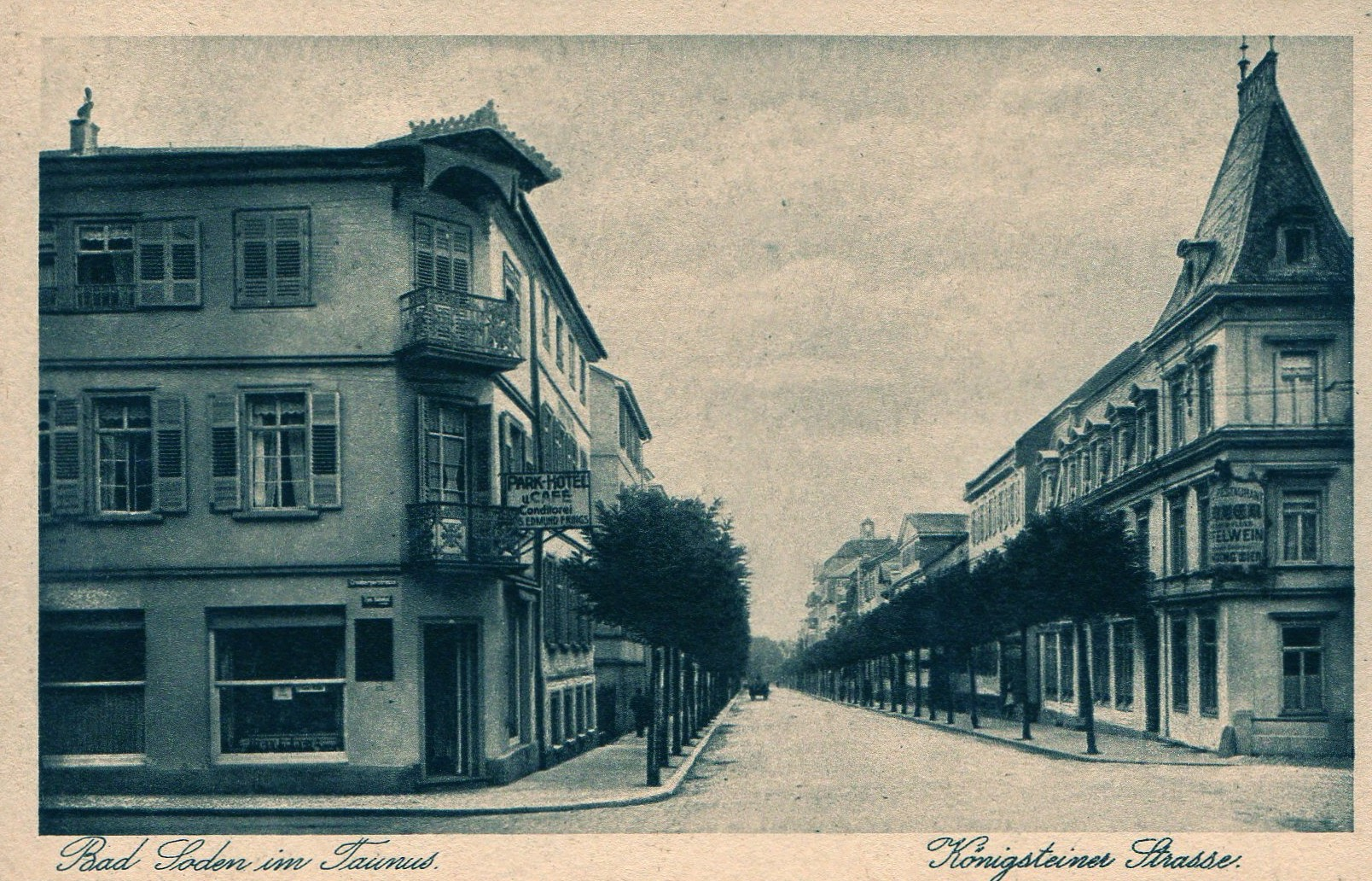
Die Königsteiner Straße in Bad Soden am Taunus 1930

Die staatlichen Investitionen in Chausseen und Wasserstraßen erwiesen sich bereits wenige Jahre später als unwirtschaftlich, da das neue Verkehrsmittel Eisenbahn die wichtigsten Verkehrsleistungen übernahm. 1839 begann in Höchst der Eisenbahnverkehr der Taunusbahn auf der wichtigeren Ost-West-Verbindung, und ab 1847 bot die Sodener Bahn, die in Höchst von der Taunusbahn abzweigte, eine Alternative zur Königsteiner Chaussee. Das ehemals Frankfurter Dorf Soden entwickelte sich Mitte des 19. Jahrhunderts zum international bedeutenden Kurort, sicher in gewissem Zusammenhang mit dem Aufstieg der beiden benachbarten „Weltkurorte“ Wiesbaden und Homburg.
Die Königsteiner Straße wurde zur Mittelachse des Sodener Kurbetriebs. Während der eigentliche Ortskern knapp westlich der Chaussee lag, entstanden auf der östlichen Straßenseite wichtige neue Einrichtungen wie Bahnhof, Kurpark und Kurhaus. Beiderseits der Straße entstanden klassizistische Villen reicher Bürger.
Auch in Höchst, wo sie zunächst Große Taunusstraße hieß, gewann die Königsteiner Straße an Bedeutung. Der erste Höchster Bahnhof befand sich an der Kreuzung der Taunusbahn mit der Königsteiner Straße und wurde damit zum Kristallisationspunkt der Stadtentwicklung. Das Geschäftsleben verlagerte sich gegen Ende des Jahrhunderts aus der Hauptstraße (heute: Bolongarostraße) der Altstadt in die Neustadt, und hier vor allem in die untere Königsteiner Straße. Auch nach der Verlegung des Bahnhofs an seinen heutigen Standort (1880) entwickelte sich die Kreuzung der Königsteiner Straße mit der nun auf einem Damm trassierten Eisenbahn dynamisch weiter, hier, wo mit der Dalbergstraße und der Kaiserstraße (heute: Hostatostraße) zwei weitere wichtige Innenstadtstraßen zusammentrafen, entstand 1886 das Gebäude der Kaiserlichen Post. Der bald so genannte Dalbergplatz wurde zum Mittelpunkt der schnell wachsenden gründerzeitlichen Industriestadt Höchst.
Das wichtigste Unternehmen der Höchster Möbelindustrie, die "Möbelfabrik Gebrüder Franz und Matthias Halm", zog 1884 in die Königsteiner Straße 61. In der Nr. 41 produzierte die Vogelsche Fabrik Wohnungseinrichtungen und erreichte durch die Verwendung von Holzbearbeitungsmaschinen mit 80 Beschäftigten ein derartiges Produktionsvolumen, dass 1903 ein Fabrikneubau notwendig wurde.
Die vom alten Ortskern von Unterliederbach her rechtwinklig auf die Königsteiner Straße stoßende Wasgaustraße entwickelte sich zur Hauptgeschäftsstraße des rasch wachsenden Arbeiterwohnorts, der 1917 ein Stadtteil von Höchst am Main wurde.

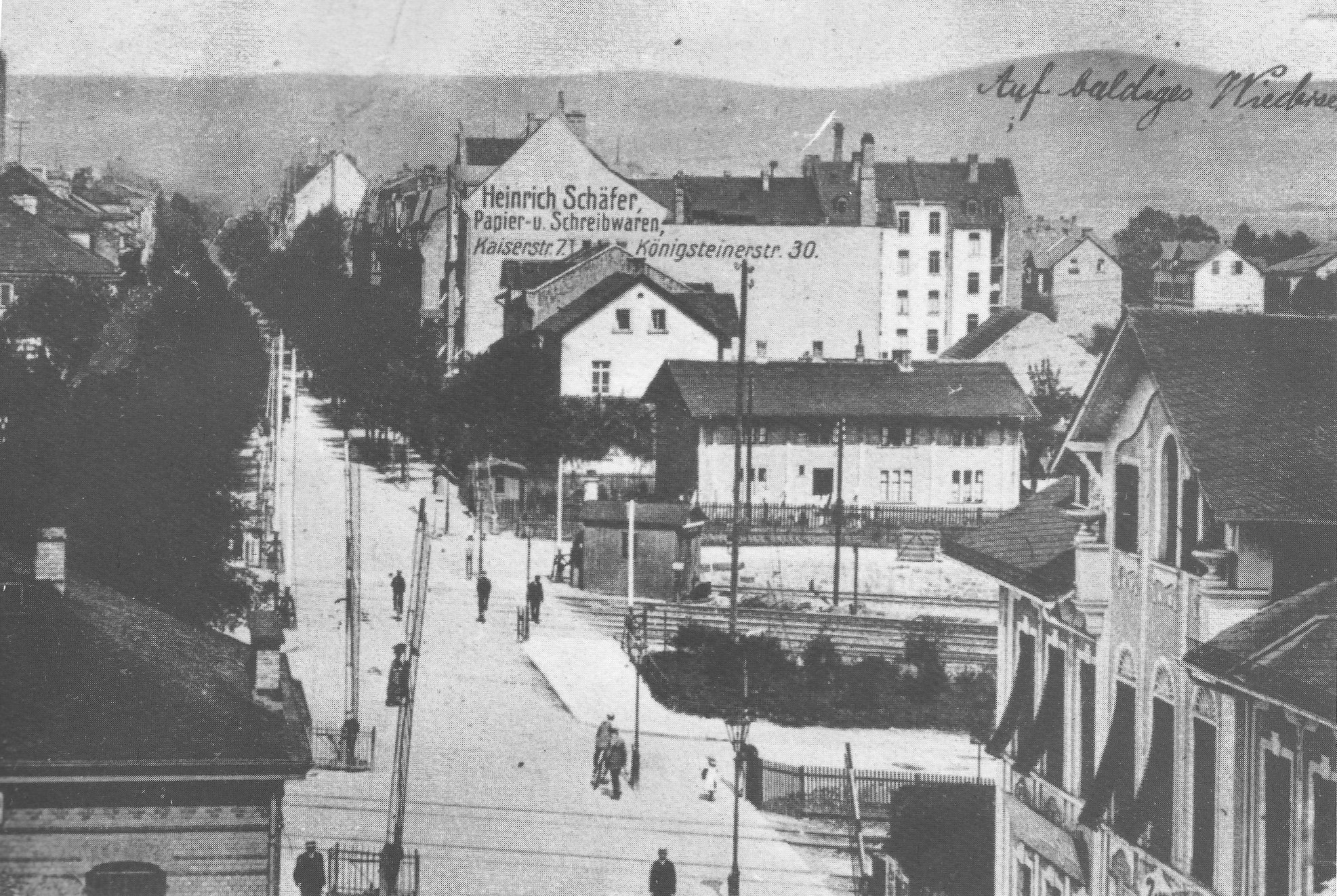
Bahnübergang um 1900

Der Abschnitt der Königsteiner Straße nördlich der Bahn – oder Großen Taunusstraße, wie sie damals hieß- führte in der zweiten Hälfte des 19. Jahrhunderts durch ein reines Industriegebiet, das erst nach der Jahrhundertwende langsam mit Wohnhäusern bebaut wurde. An die Stelle der spätklassizistischen gewerblichen Baustruktur, die durch straßenständige Wohnhäuser mit hofständigen Produktionsgebäuden charakterisiert war, traten bürgerliche Wohn- und Geschäftsbauten mit drei oder vier Geschossen. Die Königsteiner Straße wurde zu einem kleinen gründerzeitlichen Boulevard mit beiderseitigen Baumreihen ausgebaut.
Als Höhepunkt der Entwicklung zur großstädtischen Einkaufsstraße eröffnete am 30. August 1929 an der Ecke zur Kleinen Taunusstraße (heute Emmerich-Josef-Straße) das Warenhaus Schiff. Die Familie Schiff waren alteingesessene Höchster Juden und betrieben bereits seit langer Zeit ein Warenhaus in der unteren Königsteiner Straße, der Vorgängerbau wurde 1928 abgerissen, um dem von den strengen Formen der frühen Moderne geprägten Neubau Platz zu machen. Die Familie Schiff emigrierte während des Nationalsozialismus in die USA, verlor aber durch die sogenannte „Arisierung“ ihren Besitz. Das Höchster Warenhaus gelangte später an den aus der Enteignung der Kaufmannsfamilie Tietz hervorgegangenen Hertie-Konzern.

## Suburbanisierung

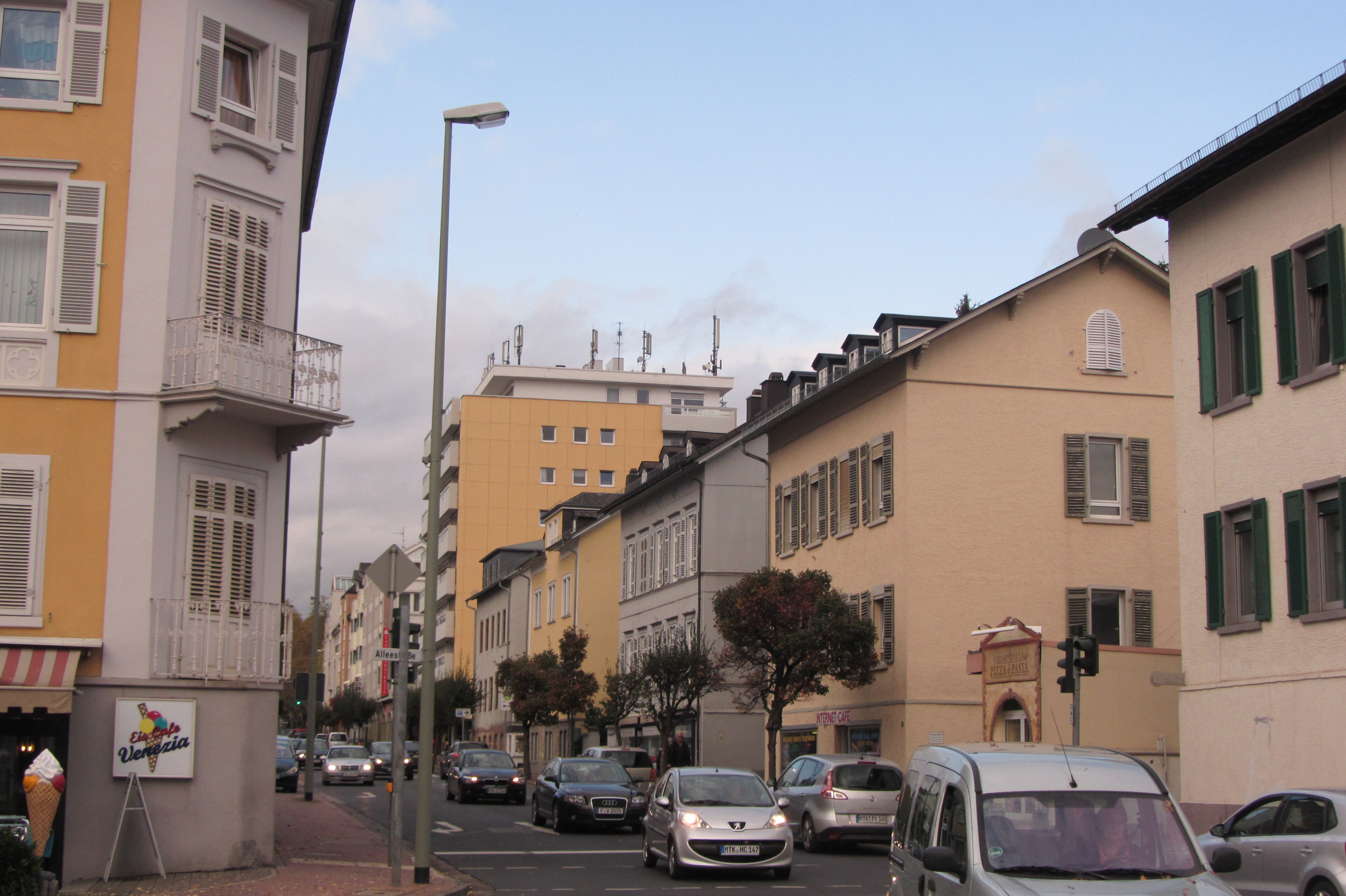
Die Königsteiner Straße in Bad Soden vereint Architektur des späten Klassizismus mit der der 1960er Jahre.

Ab etwa 1960 führte die Suburbanisierung zu massiver Bautätigkeit im Vordertaunus. Bad Soden, Neuenhain und Königstein wurden zu begehrten Wohngebieten der Frankfurter Oberschicht, Einwohnerzahlen und bebaute Flächen wuchsen stark an. Die Gemeinde Sulzbach entwickelte sich zum suburbanen Gewerbestandort. Das unmittelbar an der Stadtgrenze zu Frankfurt liegende, 1964 eröffnete Main-Taunus-Zentrum war das erste und lange Zeit auch größte Einkaufszentrum in Deutschland und wurde zur immer stärkeren Konkurrenz für die Höchster Innenstadt drei Kilometer südlich.
Der Trend wurde durch den großzügigen Ausbau des Straßennetzes unterstützt. Bereits in den 20er Jahren war der hier verlaufende Teil der früheren Elisabethenstraße zur Autostraße Frankfurt-Wiesbaden ausgebaut worden, die Kreuzung mit der Königsteiner Straße als großer Kreisverkehr mit Tankstelle gestaltet. Nun folgte der weitere Ausbau zur Bundesautobahn 66, und an die Stelle des Kreisverkehrs trat ein Autobahnkreuz, da auch die Königsteiner Straße auf rund einem Kilometer Länge einen Teil der nun autobahnähnlich ausgebauten Bundesstraße 8 bildete. Das Main-Taunus-Zentrum siedelte sich unmittelbar an der Kreuzung dieser beiden Stadtautobahnen an, später folgten ein Autokino und ein großes Hotel der Holiday-Inn-Gruppe.

## Die Königsteiner Straße heute

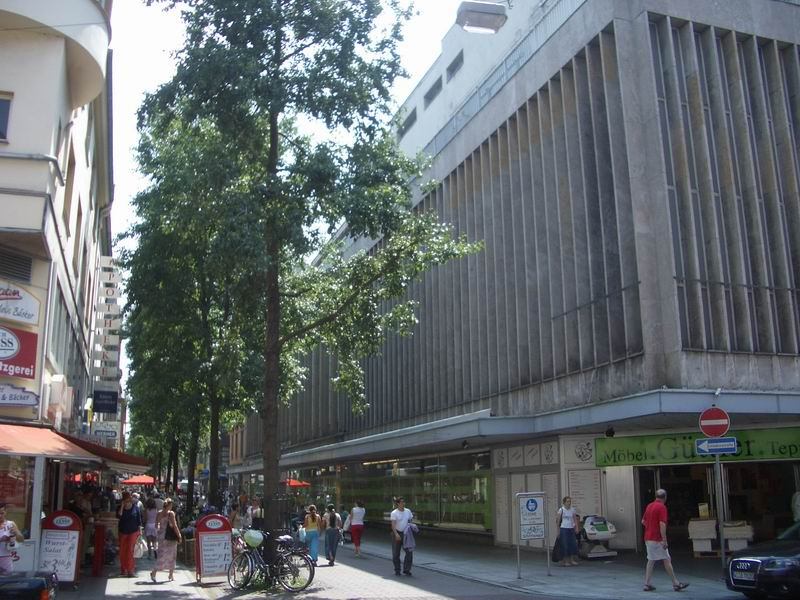
Das 2008 abgerissene Warenhaus Hertie (2005)

Das bis heute anhaltende Wachstum der Vortaunusregion führte dazu, dass die Königsteiner Straße heute fast auf ganzer Länge bebaut ist. Zwischen Unterliederbach und Sulzbach grenzt die östliche Straßenseite auf rund 1200 Metern Länge, gegenüber dem Einkaufszentrum, an eine unbebaute Freifläche, ab der Kreuzung mit der Sulzbacher Bahnstraße tut dies für einen knappen weiteren Kilometer die westliche Straßenseite. Der letzte Kilometer der Straße, oberhalb der Neuenhainer Siedlung Sophienruhe, führt durch ein Waldgebiet.
Während das auf das wohlhabende, automobile Publikum des Vordertaunus setzende Main-Taunus-Zentrum sehr erfolgreich arbeitet und mehrfach, zuletzt 2011, erweitert wurde, geriet der Einzelhandelsstandort Höchster Innenstadt während der 1990er Jahre in eine schwere Krise. Auch die Umwandlung der unteren Königsteiner Straße in eine Fußgängerzone (1990) und ihre städtebaulich anspruchsvolle Umgestaltung wenige Jahre später konnten den Trend nicht stoppen. Zum Symbol der Krise wurde die Schließung des Warenhauses Hertie, vormals Schiff, am 15. Dezember 2001. Um den Standort zu stabilisieren, wird der Bereich seit 2004 erneut umgestaltet. Nach der bereits abgeschlossenen Sanierung der Bahnunterführung wurde der Dalbergplatz als „Eingangstor der Innenstadt“ aufgewertet und bis 2007 zu einem Kreisverkehr umgestaltet. Ein verbessertes Parkleitsystem und kostenloses Parken soll auch die motorisierte Kundschaft wieder in die Königsteiner Straße locken. Die örtliche Einzelhändlervereinigung IHH beteiligte sich mit eigenen Konzepten an der Diskussion zur Beruhigung der Situation. Das leerstehende Hertie-Warenhaus wurde im Dezember 2006 an einen Investor verkauft und anschließend abgerissen. 2010 wurde an seiner Stelle ein zweistöckiges Einkaufszentrum eröffnet.